# 5958 Barrande
5958 Barrande eller 1989 BS1 är en asteroid i huvudbältet som upptäcktes den 29 januari 1989 av den tjeckiske astronomen Antonín Mrkos vid Kleť-observatoriet i Tjeckien. Den är uppkallad efter den franske geologen Joachim Barrande.
Asteroiden har en diameter på ungefär 5 kilometer.